# Waldeen von Falkenstein
Waldeen von Falkenstein Brooke de Zatz (Dallas, Texas; 1913-Cuernavaca, 1993) fue una bailarina de ballet y maestra de danza estadounidense.
Emigró en 1939 a México, donde se consagró a dar clases de danza, contribuyendo a crear la primera gran escuela de danza mexicana que tuvo como alumnas distinguidas a Guillermina Bravo, Ana Mérida, Amalia Hernández y Gloria Mestre, entre otras. Aún perdura la herencia de su arte por medio de sus numerosos alumnos.

## Datos biográficos
En 1934 se presentó por primera vez en México con el ballet del japonés Michio Ito. Su escuela original había sido la de danza alemana que la había dotado de una gran técnica y disciplina. En aquella ocasión causó un memorable impacto en el medio artístico mexicano de tal modo que fue invitada a regresar por las autoridades culturales, cosa que hizo cinco años más tarde para quedarse en el país el resto de su vida.
En 1940 fundó el Ballet de Bellas Artes que habría de quedar vigente hasta 1947. De este grupo surgieron figuras nacionales de la talla de Amalia Hernández creadora del Ballet Folklórico de México.
Después, Waldeen habría de pasar una larga temporada en Cuba trabajando en La Habana con el Ballet de Cuba. A su regreso a México estableció su propia escuela, el Ballet Waldeen, del que surgieron figuras destacadas en la danza mexicana.

## Reconocimientos
- Premio Nacional de Danza José Limón (1988).[3]